# Live in Central Park
Il Live in Central Park è un concerto gratuito dell'artista britannico Elton John, tenutosi il 13 settembre 1980 al Central Park di New York davanti a circa 500.000 persone; non si era mai vista tanta gente radunata nel parco. Questo evento, il primo concerto rock mai tenutosi al Central Park, costituisce un punto importante nella carriera di Elton e mostra al mondo che egli non ha i giorni contati come superstar: per l'occasione, il bassista Dee Murray e il batterista Nigel Olsson vengono richiamati nella Elton John Band e da allora essi saranno una presenza fissa nei concerti della rockstar. Durante il concerto Elton spazia tra brani molto conosciuti (come Goodbye Yellow Brick Road, Philadelphia Freedom, Sorry Seems to Be the Hardest Word e Little Jeannie) e pezzi meno noti (come il raro singolo Ego, White Lady White Powder e Harmony, oltre alle due canzoni di Nigel Olsson Saturday Night e All I Want Is You, non presenti sulla VHS); John si traveste perfino da Paperino, eseguendo Your Song e Bite Your Lip (Get Up and Dance!). Degna di nota è anche la versione eltoniana di Imagine, dedicata a John Lennon (il quale sarà assassinato appena tre mesi dopo).
Live in Central Park, oltre che in VHS, è stato pubblicato anche in laserdisc dalla Pioneer; il laserdisc giapponese contiene più brani rispetto al laserdisc statunitense (pubblicato nel 1982) e alla VHS.

## La VHS
- Saturday Night's Alright for Fighting
- Little Jeannie
- Bennie and the Jets
- Harmony
- White Lady White Powder
- Imagine
- Ego
- Someone Saved My Life Tonight
- Funeral for a Friend/Love Lies Bleeding
- Sorry Seems to Be the Hardest Word
- Sartorial Eloquence (Don't Ya Wanna Play This Game No More?)
- Philadelphia Freedom
- Goodbye Yellow Brick Road
- Tiny Dancer
- Your Song
- Bite Your Lip (Get Up and Dance!)

## Il concerto per intero
- Funeral for a Friend/Love Lies Bleeding
- Tiny Dancer
- Goodbye Yellow Brick Road
- All the Girls Love Alice
- Rocket Man
- Sartorial Eloquence (Don't Ya Wanna Play This Game No More?)
- Philadelphia Freedom
- Sorry Seems to Be the Hardest Word
- Saturday Night
- All I Want Is You
- Saturday Night's Alright for Fighting
- Harmony
- White Lady White Powder
- Little Jeannie
- Bennie and the Jets
- Imagine
- Ego
- Have Mercy on the Criminal
- Someone Saved My Life Tonight
- Your Song
- Bite Your Lip (Get Up and Dance!)
- Good Golly Miss Molly